# Елия Евдокия
Атиниада, прекръстена Елия Лициния Евдокия (* ок. 401; † 460), е византийска императрица, съпруга на император Теодосий II.

## Произход
Атиниада е родена в Атина. Дъщеря е на софиста Леонтий, от когото получава добри познания в областта на литературата и реториката.
Традиционната история, разказана от Йоан Малала и други средновековни автори, е, че алчните братя на Атиниада я лишават от полагащата ѝ се скромна част от бащиното ѝ наследство, поради което тя се обръща за възмездие към императорския двор в Константинопол. Блестящата ѝ изява в двора привлича вниманието на Теодосий и сестра му Пулхерия, която прави Атиниада своя придворна дама, подготвяйки я за съпруга на императора.

## Брак с Теодосий II
Атиниада приема християнството и сменя името си на Елия Лициния Евдокия, след което на 7 юли 421 г. се омъжва за Теодосий II. Две години по-късно Елия Евдокия получава и титлата Августа. Новата императрица се отплаща на братята си като прави единия, Валерий, консул, а по-късно и стратег на Тракия, а другия, Гесий, издига до длъжността префект на Илирик.
Други съвременни на Елия Евдокия автори, като Сократ Схоластик и Йоан Панонски, предават събитията с повече подробности, но пропускат заслугата на Пулхерия за брака на Евдокия и Теодосий. Те обаче наблягат на влиянието, което Евдокия има в императорския двор, както и на застъпничеството ѝ за езичниците и евреите.
През 438 – 439 Елия Евдокия е на поклонение в Йерусалим, откъдето донася множество ценни реликви. По време на престоя си в Антиохия тя дарява средства за възстановяване на сградата на местния сенат. Връщайки се в Константинопол, Елия се оказва изолирана заради завистта на Пулхерия и неоснователните подозрения в лоюбовна връзка и заговор с протежето си Павлин, командир на императорската стража. След последвалата екзекуция на Павлин през 440 г. Елия Евдокия се завръща в Йерусалим, където е обвинена в убийството на един офицер, изпратен да убие двама от нейните придружители. Заради този акт Елия губи някои от привилегиите си. Въпреки това тя продължава да оказва голямо влияние.
Елия Евдокия е съпричастна към въстанието на Сирийските монофизити от 453 г., отлъчена е и от православната църква. Въпреки това по-късно тя се сдобрява с Пулхерия и отново е приета в лоното на православната църква.
Елия Евдокия умира на 20 октомври 460 г. в Йерусалим и е погребана в църквата „Св. Стефан“, която е построена с нейни средства. Малко преди смъртта си Евдокия се оплаква на един духовник, че е невинна по обвиненията в прелюбодейство с Павлин и че е станала жертва на клевети.
През последните години от живота си Елия Евдокия се занимава усилено с литература. Съчинява стихове както на героическа тематика (за победата на римляните над персите), така и на религиозна – една нейна поема за св. Киприян става много популярна през Средновековието.

## Светица
Заради приносите си към Православната църква, от която е била отлъчвана приживе, Елия Евдокия е почитана като светица, чийто празник се чества на 13 август.

## Деца
Евдокия и Теодосий II имат три деца:
- Лициния Евдокия (* 422; † 462)
- Аркадий
- Флацила († 439)